# Michel Liu
Pour les articles homonymes, voir Liu.
Michel Liu, né le 23 juillet 1937, est un sociologue français, ancien professeur émérite des universités à l'Université Paris-Dauphine.
Après un doctorat d'État ès sciences (physique nucléaire) à l'Université Paris-Orsay, Michel Liu s'est orienté vers la sociologie des organisations. Il passe alors un diplôme en Business Administration (« Analyse de système et sociologie des organisations ») à l'université Northwestern à Chicago. Puis il obtient son deuxième doctorat d'État ès lettres et sciences humaines (sociologie) à l'Institut d'études politiques de Paris (sous la direction de Jean-Daniel Reynaud).
Il s'intéresse à la science des systèmes tout en lui reconnaissant certaines limites à un niveau de complexité social.

## Responsabilités
Michel Liu est membre de l'International Advisory Board de la revue Concepts and Transformation depuis 1996, ainsi que de la revue (en) International Journal of Action Research. 
Il est également membre du Conseil de la Recherche de l'École centrale Paris (Personnalités extérieures) depuis 2004 et coordinateur du réseau (fr) CEDREA ayant pour but de regrouper les chercheurs-acteurs autour du thème des dynamiques sociales.
Autres responsabilités : 
- Directeur (et créateur) du DEA Dynamique des organisations et transformations sociales de l'Université Paris-Dauphine (1991-2005)
- Directeur du Centre d'étude et de recherche en sociologie des organisations (1991 - 2000) de l'Université Paris-Dauphine (fr) (CERSO devenu depuis IRISSO)[4].
- Professeur de sciences sociales à l'École centrale de Paris (1976 - 1991) :
  - Responsable des enseignements de Préparation aux fonctions de l'ingénieur
  - Responsable du Groupe de recherches socio-techniques
  - Directeur des études du mastère et du DEA du programme doctoral de Génie industriel

## Recherches
Il définit ses recherches actuelles ainsi : 
« Les organisations ont été étudiées jusqu'à maintenant de manière statique, à travers leurs structures ou leurs états, il est nécessaire de les étudier dans leur dynamique, c'est-à-dire se poser la question des raisons de leur fonctionnement et de leurs évolutions. La dynamique d'une organisation se manifeste par les transformations de sa culture, qu'il faut donc pouvoir étudier. L'étude des cultures requiert une méthodologie différente de celles qui sont actuellement en usage en sociologie. Il s'avère nécessaire de fonder cette méthodologie en clarifiant son épistémologie. »
Son programme de recherche articule les trois axes précités : 
- la dynamique des organisations,
- l'approche sociotechnique,
- l'étude des cultures
- l'épistémologie des sciences sociales.

### Démarche et méthodologie de recherche
Michel Liu préconise d'utiliser la démarche de Recherche-Action au sens « Lewinien » du terme.

## Positionnement épistémologique de l'auteur
D'après Fondements et Pratiques de la Recherche Action et Epistemologie de la démarche holistique

### La spécificité de la production de connaissances en sciences humaines
Pour lui, « La connaissance scientifique d'un phénomène est un ensemble d' informations et de pratiques qui permettent de rendre ce phénomène  intelligible, d'en prévoir les développements (prévision) et d'exercer un certain degré d'influence sur son évolution (faisabilité). La connaissance scientifique doit pouvoir être transmise »
L'auteur rappelle que notre perception des connaissances scientifiques a été établie à partir du développement des sciences de la nature ayant eu lieu au XVIIe siècle en Europe. Cette « habitude culturelle» peut selon lui entrainer une confusion et nous porter à croire que pour être scientifique, toute connaissance devrait posséder les mêmes caractéristiques que celles élaborées dans le domaine de la physique classique en particulier.
Sa réflexion épistémologique le conduit à proposer dans le cadre des sciences sociales une autre perception.

#### Les différences liées à l'objet d'étude
Michel Liu dégage des différences notables entre les objets d'étude des sciences humaines et celles des sciences de la nature.
L'auteur note par exemple qu'il existe certaines capacités propres à l'être humain : 
- Les capacités cognitives
- Le libre arbitre, « l'autonomie stratégique »
- La dimension psychologique, l'intériorité.

Ces capacités n'intéressent pas a priori le modèle de recherche de la physique classique, qui s'intéresse plutôt à la matière.
Il en déduit que la transposition hâtive de ce type de démarche dans le cadre des sciences humaines amènera le chercheur à postuler que les individus observés ne vont pas (ou très peu) se préoccuper de la recherche dont ils font l'objet, ne changeront pas leur mode d'action, s'en tiendront aux règles «habituelles». Ceci rappelle quelque peu l'interprétation la plus communément admise par les non-physiciens du principe d'incertitude de Heisenberg (Ajoutons ici qu'il s'agit d'une vision résumée à l'extrême du principe en question et qu'elle n'est donc pas totalement exacte). 

La pertinence de l'observation devient alors limitée quand ces effets deviennent des paramètres non négligeables par exemple dans le cadre de l'étude des changements sociaux.

#### La séparation dans la poursuite des finalités de la recherche
Michel Liu avance que dans les sciences de la nature et les sciences physiques, le principe de causalité établit, au-delà d'un certain déterminisme, une intelligibilité du phénomène étudié.
Cette intelligibilité ainsi définie permet la prévision et suggère la faisabilité (des moyens d'action pour reproduire ledit phénomène) ou indique au moins une direction dans laquelle il faut chercher. La formulation d'une relation causale entre deux phénomènes établit dans ce cas cette intelligibilité, et la formalisation cause-effet correspond alors à la définition de la connaissance scientifique donnée plus haut.
Ce schéma ne s'applique plus dans le cadre des sciences sociales car :
- un phénomène social peut provenir d'un très grand nombre de déterminants non identifiables
- la cause et l'effet peuvent coexister ; la causalité peut devenir circulaire (récursivité) ; l'effet peut réagir sur la cause et la relation entre cause et effet peut devenir instable.
- la finalité peut expliquer un certain nombre de faits sociaux

Ainsi, - intelligibilité, faisabilité et prévision - doivent y être définies de manière indépendante, de même que la transmission des savoirs doit y être abordée de manière spécifique.

#### La recherche de l'intelligibilité en sciences sociales
La construction d'une situation signifiante passe pour l'auteur par la représentation que s'en fait l'esprit humain, et cette représentation est liée aux représentations déjà établies.
Ainsi, dans la plupart des situations sociales incluant des dynamiques d'innovation, d'émergence, de création, ces représentations doivent être construites à travers un effort spécifique de recherche. Cette démarche de recherche se doit d'inclure ces traits originaux faisant partie d'une situation sociale (au-delà des seules «formes sociales» déjà connues et reconnues) sous peine d'une réduction de la pertinence et de la réalité des connaissances acquises.
Pour Michel Liu, si l'intelligibilité résulte de la construction d'une représentation, cela introduit de fait « une interdépendance entre la connaissance obtenue, le chercheur et son dispositif d'étude. »
Ce postulat (contre les exigences traditionnelles de la physique classique) implique que deux chercheurs différents peuvent construire deux représentations différentes «qui seront toutes deux légitimes, pourvu que chacune d'elles rende compte de la totalité des faits observés», avec pour corollaire que seul un accord intersubjectif, une négociation, pourra aboutir à une représentation unique.

#### La recherche de la prévision en sciences sociales
Pour Michel Liu, la prévision est un objectif plus difficile à atteindre dans le cadre des sciences sociales, pour plusieurs raisons :
- le niveau de déterminisme à un niveau social est moindre qu'à des niveaux de complexité inférieurs (biologiques, physiques)[7]
- le fait social implique des êtres humains pouvant appliquer leur libre arbitre ;
- les capacités cognitives des êtres humains peuvent induire des effets d'annonce, d'induction, des "prophéties auto-réalisantes"...

Il faut donc, pour l'auteur, que la prévision comprenne l'exposition :
- du résultat attendu
- des moyens utilisés pour y arriver
- du cheminement suivi le long de sa manifestation.

#### La recherche de la faisabilité en sciences sociales
La réalité sociale est constituée d'interactions, ce qui introduit dans la réflexion de l'auteur une conséquence importante en ce qui concerne les modalités de l'action sociale : changer un système social passe nécessairement par l'implication des personnes directement concernées ; implication spontanée ou obtenue de manière plus directive.
- L'adhésion spontanée est sous la dépendance de l'individu et ne concerne pas la recherche de faisabilité
- L'influence est concernée par cette recherche, qui peut être mise en œuvre de deux manières :
  - La coercition qui doit être écartée pour des raisons éthiques et épistémologiques (va à l'encontre du respect de la personne humaine, et revient à « nier la capacité de libre arbitre de l'individu et donc à négliger une propriété essentielle de l'objet d'étude »)

Dans cette perspective, toute recherche de "faisabilité" doit nécessairement passer par un cadre épistémologique et éthique (explicite ou implicite) ; ce qui pousse l'auteur à se prononcer en faveur d'une recherche participative en sciences sociale, dans laquelle la faisabilité entraîne les conséquences suivantes sur les savoirs issus de l'étude :
- Les connaissances doivent mettre en œuvre des interactions entre les chercheurs et les individus faisant l'objet de la recherche
- Les connaissances élaborées ne sont ni complètes ni certaines (la liberté des individus intervenant entre autres comme facteur limitant)

### Conclusions sur le positionnement épistémologique de l'auteur
Si l'on suit la réflexion de l'auteur, la séparation entre les finalités de la recherche dans les sciences de l'homme induit différents degrés de validation : chaque degré de validation qu'il faut atteindre pour constituer une connaissance scientifiquement recevable étant alors constitué par les finalités de la recherche elles-mêmes :
- intelligibilité
- prévisibilité
- faisabilité

Ainsi, écrit-il « si la recherche est définie comme un processus, par ses finalités et ses caractéristiques générales, il est alors légitime de proposer de nouveaux modes d'élaboration des connaissances, pourvu qu'ils poursuivent les mêmes finalités et répondent aux caractéristiques ». 
Sa position épistémologique lui permet de présenter la démarche de Recherche-Action comme une démarche efficace et légitime d'élaboration de connaissances scientifiques en sciences sociales, et par la même occasion une alternative aux modèles calqués sur l'approche plus classique des sciences de la nature.

## Publications

### Principaux ouvrages
- Fondements et pratiques de la recherche-action, Paris, l'Harmattan, 1997.
- Approche sociotechnique de l'organisation, Paris, Les Éditions d'organisation, 1983.

### Ouvrages en collaboration
- La recherche-action et les transformations sociales, Paris, L'Harmattan, 2006. (écrit en collaboration avec Françoise Crezé)  (ISBN 2-296-00745-7)
- L'école socio-technique in  Encyclopédie de la gestion des ressources humaines, Paris, Vuibert, 2003.
- Research in Organizational change and development, Stamford, Connecticut, JAI Press, 1998.
- Numéro spécial : la Recherche-Action, Revue Internationale de Systémique : Vol. 6, n° 4, Paris, Dunod, 1992.
- L'entreprise une affaire de société, Paris, Presses de la Fondation Nationale des Sciences Politiques, 1990
- Working on the Quality of working life, Boston, Martinus Nijhoff, 1976

### Principaux articles
- New Technology and the Emerging Organisational Paradigm en collaboration avec H. Denis, H. Kolodny, B. Stymne, Human Relations, vol. 49, n° 12, 1996.
- Organisation design for technological change en collaboration avec H. Denis, H. Kolodny, B. Stymne, Human Relations, vol. 43, n° 1, 1990, p. 16–22.
- Problèmes posés par l'administration de la preuve dans les sciences de l'homme, Revue Internationale de systémique, vol. 4, n° 2, 1990, p. 267–294.
- Les nouvelles logiques en organisation du travail, Revue française de gestion, 1983, n° 41
- Technologie, organisation du travail, et comportement des salariés, Revue française de sociologie, 1981, XXII p. 205–221
- Putting the job satisfaction debate into perspective, Management International Review, 1973, vol. 13, n° 45, p. 29-43.
- Investigation of one nucléon transfer reactions between complex nuclei at incident energies between 3 Mev / nucleon and 8 Mev / nucléon. Nuclear Physics, 1971, Vol, A 165, pages 118-128, en collaboration avec W. Von Oertzen, J.-C. Jacmart, F. Pougheon, M. Riou, J.-C. Roynette et C. Stephan
- Étude des noyaux de masse moyenne par diffusion inélastique de protons de 155Mev(1) Diffusion inélastique sur 23Na, 27Al, 28Si, 31P, 32S, 39K, et 40Ca Nuclear physics, 1966, vol. 75, p. 481, en collaboration avec J.C. Jacmart, R.A. Ricci, M. Riou et C. Ruhla
- Michel Liu, « Dynamique des organisations », in La gouvernance dans les systèmes, Italie, Polimetrica Publisher, 2007, p. 151–154